# 巴斯建筑博物馆
51°23′13″N 2°21′37″W / 51.386807°N 2.360293°W
巴斯建筑博物馆（Museum of Bath Architecture）是英格兰萨默塞特郡巴斯的一座博物馆,设于亨廷頓伯爵夫人教堂，展示解释18世纪乔治时代城市的建设。
它由巴斯保护信托基金拥有和管理。信托基金将其自己的办公室从皇家新月1号搬迁到教堂的一部分。2018年，一些信托工作人员驻扎在皇家新月1号，有些在毗邻巴斯建筑博物馆的老校舍。
博物馆包括一系列模型、地图、绘画和重建，以展示一座典型的乔治时代建筑的建造，从石材开采、家具制作、绘画、墙纸、软家具到室内装潢。1：500 比例的巴斯模型提供了城市俯视图。
研究画廊专门出版建筑书籍，包括巴斯建筑史册。

## 建筑
该建筑建于1765年，长老会三一堂，又名亨廷顿伯爵夫人的教堂，已由英格兰遗产委员会列为II*级登录建筑。